# A Blot on the 'Scutcheon
A Blot on the 'Scutcheon è un cortometraggio muto del 1912 diretto da David W. Griffith. La sceneggiatura di Linda Arvidson, moglie di Griffith, è tratta da A Blot in the 'Scutcheon, un lavoro di Robert Browning andato in scena a Broadway per la prima volta il 9 febbraio 1885.
È il secondo film per la sedicenne Muriel Ostriche e il primo per la sua coetanea Priscilla Dean.

## Trama
Quando Lord Tresham scopre che la sorella Mildred e il suo fidanzato Henry sono amanti, resta sconvolto. Sfida a duello Henry, uccidendolo. Mildred muore di consunzione e di dolore. Tresham, allora, si suicida avvelenandosi.

## Produzione
Il film fu prodotto dalla Biograph Company.

## Distribuzione
Distribuito dalla General Film Company, il film - un cortometraggio di 450 metri conosciuto anche con il titolo A Blot in the 'Scutcheon  - uscì nelle sale cinematografiche statunitensi il 29 gennaio 1912.
Non si conoscono copie ancora esistenti della pellicola che viene considerata presumibilmente perduta.